# Gerard Kuiper
Gerard Peter Kuiper, właśc. Gerrit Pieter Kuiper (ur. 7 grudnia 1905 w Harenkarspel, Holandia, zm. 23 grudnia 1973 w Meksyku) – amerykański astronom pochodzenia holenderskiego. Specjalista w dziedzinie fizyki planet.

## Życiorys
Urodzony i wychowany w Holandii. Przybył do USA w 1933 roku, a obywatelstwo tego kraju otrzymał w roku 1937. Od 1943 roku profesor uniwersytetu w Chicago.
Do jego osiągnięć należą:
- Odkrycie istnienia metanu w atmosferze Tytana – księżyca Saturna w 1944 roku.
- Odkrycie Mirandy – piątego satelity Urana w 1948 roku[1].
- Odkrycie Nereidy – drugiego satelity Neptuna w 1949 roku.
- Opracowanie w 1949 roku teorii powstania Układu Słonecznego[2][3].
- W 1950 roku przewidział istnienie pasa ciał niebieskich występującego na brzegu Układu Słonecznego, później pas ten nazwano Pasem Kuipera.

W 1959 roku American Astronomical Society przyznało mu nagrodę Henry Norris Russell Lectureship. Na jego cześć nazwano planetoidę (1776) Kuiper, a także kratery na Księżycu, Marsie oraz Merkurym.
Zmarł 23 grudnia 1973 roku podczas wakacji w Meksyku.